# Autostrada A4 (Polonia)
La autopista A4 (Polonia) (en polaco: Autostrada A4) es una autopista polaca con una longitud total de 672,75 kilómetros. La autopista A4 discurrirá de frontera Alemana a frontera Ucrania a través de Breslavia, Área metropolitana de Silesia y Cracovia. En Voivodato de Silesia es conectada con Autopista A1 que discurrirá de norte a sur.

## Etapas de construcción
| Trayecto | Longitud | Inauguración | Anotación                                                              |
| --- | -------- | ------------ | ---------------------------------------------------------------------- |
| Jędrzychowice (frontera) – Zgorzelec | 1,7 km   | 1996         |                                                                        |
| Zgorzelec – Wykroty (Węgliniec) – Krzyżowa (Bolesławiec)                                                                                               | 49,7 km  | 2009         |                                                                        |
| Krzyżowa – Krzywa – Legnica – Breslavia Bielany | 99 km    | 1936-1937    | calzada renovada en 2006, sin arcén                                    |
| Wrocław Bielany – Owczary (Brzeg) – Przylesie (Brzeg) – Prądy (Opole Oeste) – Dąbrówka (Prószków) – Nogowczyce (Strzelce Opolskie) – Gliwice Kleszczów | 143 km   | 2003         | Secciones construidas antes de 1945 todavía en parte con calzada única |
| Gliwice Kleszczów – Gliwice Sośnica (A1) – Chorzów Batory – Katowice Murckowska                                                                        | 43 km    | 2005         |                                                                        |
| Katowice Murckowska – Mysłowice – Jaworzno Byczyna – Chrzanów – Balice (Cracovia Oeste)                                                                | 62 km    | 1996         |                                                                        |
| Circunvalación Sur de Cracovia (Balice – Tyniecka – Sidzina – Opatkowice – Wielicka)                                                                   | 24 km    | 2003         |                                                                        |
| Cracovia Wielicka (Wieliczka) – Szarów (Niepołomice)                                                                                                   | 19,9 km  | 2009         |                                                                        |
| Szarów – Bochnia - Brzesko - Tarnów Północ | 56,8 km  | 2012         |                                                                        |
| Tarnów Północ – Dębica Pustynia | 34,8 km  | 2014         |                                                                        |
| Dębica Wschód – Rzeszów Zachód | 32,75 km | 2013         |                                                                        |
| Rzeszów Zachód – Rzeszów Północ | 4 km     | 2013         |                                                                        |
| Rzeszów Północ – Rzeszów Wschód | 6,9 km   | 2012         |                                                                        |
| Rzeszów Wschód – Jarosław Zachód | 41,2 km  | 2016         |                                                                        |
| Jarosław Zachód – Jarosław Wschód | 7 km     | 2013         |                                                                        |
| Jarosław Wschód – Przemyśl | 25 km    | 2013         |                                                                        |
| Przemyśl – Korczowa (frontera) | 22 km    | 2013         |                                                                        |